# Đài Phát thanh - Truyền hình Quốc gia Afghanistan
Đài Phát thanh - Truyền hình Quốc gia Afghanistan (tiếng Pashtun: د افغانستان ملي راډيو تلويزون, tiếng Ba Tư: رادیو تلویزیون ملی افغانستان), (viết tắt: RTA) là đài truyền hình công cộng thuộc sở hữu của chính phủ Afghanistan. RTA thành lập vào năm 1925 bởi Amanullah Khan. Tổng giám đốc hiện tại của RTA là Yousef Ahmadi.